# Queso rushan

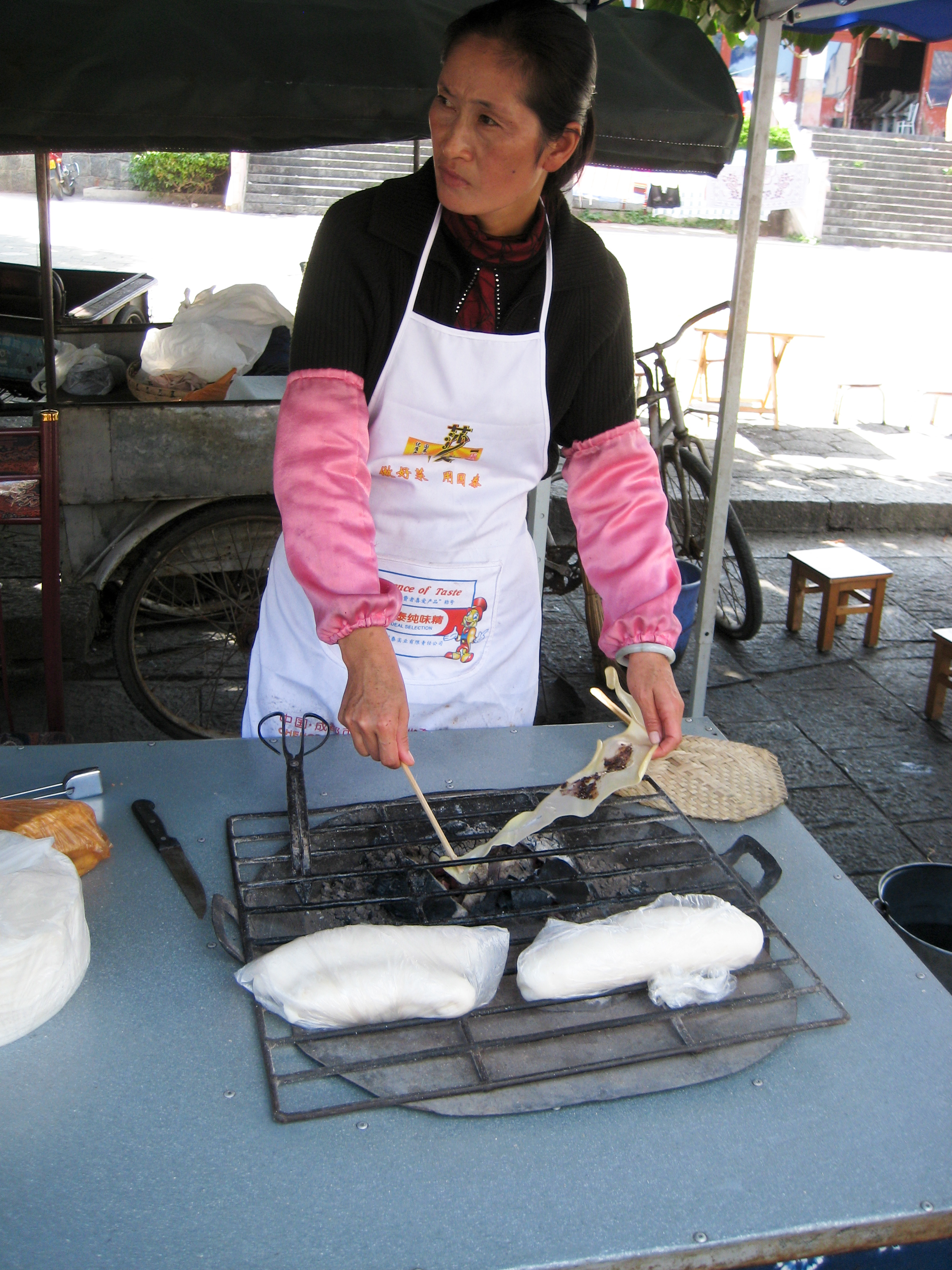
Queso rushan a la parrilla

El rushan (chino: 乳扇; pinyin: rǔshān; literalmente, ‘abanico de leche’) es un queso de leche de vaca de Yunnan, China. Está hecho tradicionalmente por el pueblo bai, que lo llama nvxseiz (o yenx seinp, en otro dialecto de los bai), cuya etimología no está clara.
La cuajada de leche de vaca recién hecha se tira y se estira en láminas delgadas, se envuelven alrededor de largas varas de bambú y se cuelgan hasta que estén amarillas y el cuero se seque.
Los quesos rushan se sirven de varias formas. Un método utiliza una parrilla de carbón para calentar y ablandar el ventilador de la leche. Tradicionalmente, el interior se unta con mermelada de pétalos de rosa. Alternativamente, el rushan simplemente se fríe hasta que esté dorado y crujiente.
El nombre mandarín significa ‘abanico de leche’, ya que se dice que se asemeja a un abanico plegable.
Cuando se sirve a la parrilla (a menudo como comida callejera), generalmente se unta con varios condimentos dulces y se enrolla alrededor de un palo, parecido a una paleta helada. Algunas de las coberturas populares incluyen leche condensada azucarada, miel con infusión de pétalos de rosa, sirope de chocolate y conservas de frutas.
Si el queso rushan se sirve frito, cambia de textura y se vuelve algo escamoso.